# وراکوپوویتسا
وراکوپوویتسا (به بلغاری: Vrakupovitsa) یک منطقهٔ مسکونی در بلغارستان است که در استان بلاگووگراد واقع شده‌است.